# Гудман, Аллегра
Аллегра Гудман (англ. Allegra Goodman; род. 1967, Бруклин) — американская писательница.

## Биография
Мать, Маделин Гудман, была профессором генетики, отец — Ленн Гудман, профессор философии в университете Вандербильта. Выросла в Гонолулу, где окончила частную среднюю школу (1985). Училась в Гарвардском и Стэнфордском университетах. Защитила диссертацию в области английской словесности (PhD).

## Личная жизнь
Муж — Дэвид Рон Каргер, профессор информатики в Массачусетском технологическом института, создатель алгоритма Каргера (1993).